# Série mondiale 1956
Navigation
Édition précédente Édition suivante
La Série mondiale 1956 est la 53e série finale de la Ligue majeure de baseball. 
Elle se joue du 3 au 10 octobre entre les Yankees de New York et les Brooklyn Dodgers. 
Les Yankees remportent leur dix-septième titre en Série mondiale. C'est la revanche de la Série 1955 remportée par les Dodgers devant les Yankees.
Don Larsen lance un match parfait pour les Yankees, ce qui lui vaut le titre de MVP.

## Équipes en présence

### New York Yankees
Avec un bilan en saison régulière de 97-57 (V-D% de 0,630), les Yankees de New York sont champions de la ligue américaine devant les Indians de Cleveland. 
Mickey Mantle est MVP de la ligue américaine et remporte la Triple couronne: il mène la ligue en moyenne à la batte avec 0,353, en points produits avec 130 et en coups de circuits avec 52.
C'est la septième fois que les Yankees retrouvent les Dodgers à ce niveau de compétition. Ils restent sur une défaite en 1955.

### Brooklyn Dodgers
Les Brooklyn Dodgers terminent la saison régulière avec un bilan de 93-61 (V-D% de 0,604), devant les Milwaukee Braves. Ils sont champions de la ligue nationale.
Don Newcombe est MVP de la ligue nationale et remporte le Trophée Cy Young avec un bilan de 27-7 et une moyenne de points mérités de 3,06. C'est la première année que ce trophée est décerné.
Les Dodgers tentent de conserver leur titre acquis face aux Yankees en 1955.

### Affrontements précédents
Les Yankees ont remporté cinq des six Séries mondiales opposant les équipes: 4-1 en 1941, 4-3 en 1947, 4-1 en 1949, 4-3 en 1952 et 4-2 en 1953. La sixième est remportée par les Dodgers 4-3 en 1955.

## Médias
L'événement est retransmis à la télévision par NBC. Les commentateurs sont Mel Allen et Vin Scully.
À la radio, c'est Bob Wolff et Bob Neal qui commentent pour Mutual. C'est la dernière fois que Mutual diffuse la Série mondiale, NBC gagnant les droits exclusifs à partir de la saison suivante.

## Déroulement de la série

### Calendrier des rencontres
La première équipe à remporter quatre parties sur les sept programmées est sacrée championne. 
| Match | Date       | Lieu           | Visiteur         | Hôte             | Score  | Affluence |
| ----- | ---------- | -------------- | ---------------- | ---------------- | ------ | --------- |
| 1     | 3 octobre  | Ebbets Field   | New York Yankees | Brooklyn Dodgers | 3 - 6  | 34 479    |
| 2     | 5 octobre  | Ebbets Field   | New York Yankees | Brooklyn Dodgers | 8 - 13 | 36 217    |
| 3     | 6 octobre  | Yankee Stadium | Brooklyn Dodgers | New York Yankees | 3 - 5  | 73 977    |
| 4     | 7 octobre  | Yankee Stadium | Brooklyn Dodgers | New York Yankees | 2 - 6  | 69 705    |
| 5     | 8 octobre  | Yankee Stadium | Brooklyn Dodgers | New York Yankees | 0 - 2  | 64 519    |
| 6     | 9 octobre  | Ebbets Field   | New York Yankees | Brooklyn Dodgers | 0 - 1  | 33 224    |
| 7     | 10 octobre | Ebbets Field   | New York Yankees | Brooklyn Dodgers | 9 - 0  | 33 782    |

### Match 1
Mercredi 3 octobre 1956 au Ebbets Field, Brooklyn, New York.
| New York Yankees | 2 | 0 | 0 | 1 | 0 | 0 | 0 | 0 | 0 | 3 | 9 | 1 |
| Brooklyn Dodgers | 0 | 2 | 3 | 1 | 0 | 0 | 0 | 0 | X | 6 | 9 | 0 |
| Lanceurs partants : NYY : Whitey Ford BRO : Sal Maglie Vic. : Sal Maglie (1-0) Déf. : Whitey Ford (0-1) HRs : NYY : Mickey Mantle (1), Billy Martin (1) BRO : Jackie Robinson (1), Gil Hodges (1) |   |   |   |   |   |   |   |   |   |   |   |   |

### Match 2
Vendredi 5 octobre 1956 au Ebbets Field, Brooklyn, New York.
| New York Yankees | 1 | 5 | 0 | 1 | 0 | 0 | 0 | 0 | 1 | 8  | 12 | 2 |
| Brooklyn Dodgers | 0 | 6 | 1 | 2 | 2 | 0 | 0 | 2 | X | 13 | 12 | 0 |
| Lanceurs partants : NYY : Tom Morgan BRO : Don Bessent Vic. : Tom Bessent (1-0) Déf. : Tom Morgan (0-1) HRs : NYY : Yogi Berra (1) BRO : Duke Snider (1) |   |   |   |   |   |   |   |   |   |    |    |   |

### Match 3
Samedi 6 octobre 1956 au Yankee Stadium, Bronx, New York.
| Brooklyn Dodgers | 0 | 1 | 0 | 0 | 0 | 1 | 1 | 0 | 0 | 3 | 8 | 1 |
| New York Yankees | 0 | 1 | 0 | 0 | 0 | 3 | 0 | 1 | X | 5 | 8 | 1 |
| Lanceurs partants : BRO : Roger Craig NYY : Whitey Ford Vic. : Whitey Ford (1-1) Déf. : Roger Craig (0-1) HRs: NYY : Billy Martin (2), Enos Slaughter (1) |   |   |   |   |   |   |   |   |   |   |   |   |

### Match 4
Dimanche 7 octobre 1956 au Yankee Stadium, Bronx, New York.
| Brooklyn Dodgers | 0 | 0 | 0 | 1 | 0 | 0 | 0 | 0 | 1 | 2 | 6 | 0 |
| New York Yankees | 1 | 0 | 0 | 2 | 0 | 1 | 2 | 0 | X | 6 | 7 | 2 |
| Lanceurs partants : BRO : Carl Erskine NYY : Tom Sturdivant Vic. : Tom Sturdivant (1-0) Déf. : Carl Erskine (0-1) HRs: NYY : Mickey Mantle (2), Hank Bauer (1) |   |   |   |   |   |   |   |   |   |   |   |   |

### Match 5
Lundi 8 octobre 1956 au Yankee Stadium, Bronx, New York.
| Brooklyn Dodgers | 0 | 0 | 0 | 0 | 3 | 0 | 0 | 0 | 0 | 0 | 0 | 0 |
| New York Yankees | 0 | 0 | 0 | 1 | 5 | 1 | 0 | 0 | X | 2 | 5 | 0 |
| Lanceurs partants : BRO : Sal Maglie NYY : Don Larsen Vic. : Don Larsen (1-0) Déf. : Sal Maglie (1-1) HRs: NYY : Mickey Mantle (3) |   |   |   |   |   |   |   |   |   |   |   |   |

Don Larsen lance un match parfait. C'est le seul de l'histoire des Séries mondiales, ainsi que le seul match sans coup sûr jusqu'en 2010.

### Match 6
Mardi 9 octobre 1956 au Ebbets Field, Brooklyn, New York.
| New York Yankees                                                                                        | 0 | 0 | 0 | 0 | 0 | 0 | 0 | 0 | 0 | 0 | 0 | 7 | 0 |
| Brooklyn Dodgers                                                                                        | 0 | 0 | 0 | 0 | 0 | 0 | 0 | 0 | 0 | 1 | 1 | 4 | 0 |
| Lanceurs partants : NYY : Bob Turley BRO : Clem Labine Vic. : Clem Labine (1-0) Déf. : Bob Turley (0-1) |   |   |   |   |   |   |   |   |   |   |   |   |   |

### Match 7
Mercredi 10 octobre 1956 au Ebbets Field, Brooklyn, New York.
| New York Yankees | 2 | 0 | 2 | 1 | 0 | 0 | 4 | 0 | 0 | 9 | 10 | 0 |
| Brooklyn Dodgers | 0 | 0 | 0 | 0 | 0 | 0 | 0 | 0 | 0 | 0 | 3  | 1 |
| Lanceurs partants : NYY : Johnny Kucks BRO : Don Newcombe Vic. : Johnny Kucks (1-0) Déf. : Don Newcombe (0-1) HRs : NYY : Yogi Berra 2 (3), Elston Howard (1), Bill Skowron (1) |   |   |   |   |   |   |   |   |   |   |    |   |

## MVP
Don Larsen est MVP de la Série. Il lance un match parfait lors de la cinquième rencontre.